# Kostel svatého Petra a Pavla (Horšovský Týn)
Kostel svatého Petra a Pavla je římskokatolický farní kostel v Horšovském Týně. Kostel stojí uprostřed náměstí Republiky na severním břehu řeky Radbuzy, v centru středověkého města nedaleko původního biskupského hradu. Původní zasvěcení sv. Petrovi bylo až mnohem později rozšířeno o sv. Pavla, jako tomu bylo u románských rotund sv. Petra v Budči nebo ve Starém Plzenci.

## Historie
Horšovský Týn byl jedním z nejdůležitějších držav pražských biskupů a arcibiskupů. Ti ho také často využívali k zastávkám při mnoha cestách mezi Prahou a Řeznem. Kostel svatého Petra a Pavla byl postaven pravděpodobně nedlouho po dokončení stavby biskupského hradu, který byl stavěn asi v druhé polovině 60. let 13. století. V roce 1283 byl kostel opevněn. Vyhořel při požáru města během renesanční přestavby hradu v roce 1547 a opětovně v roce 1708.

## Stavební podoba

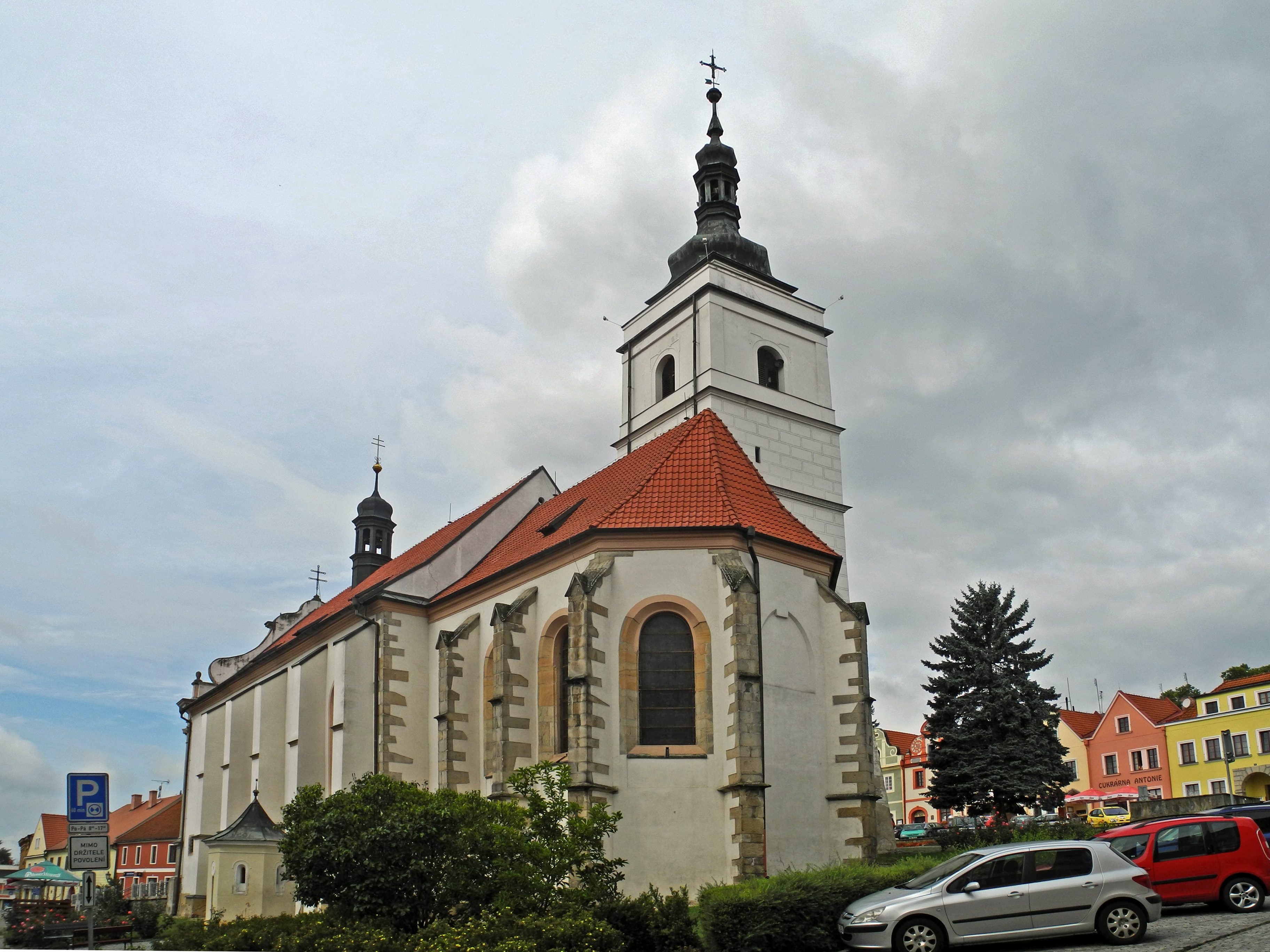
Kněžiště kostela

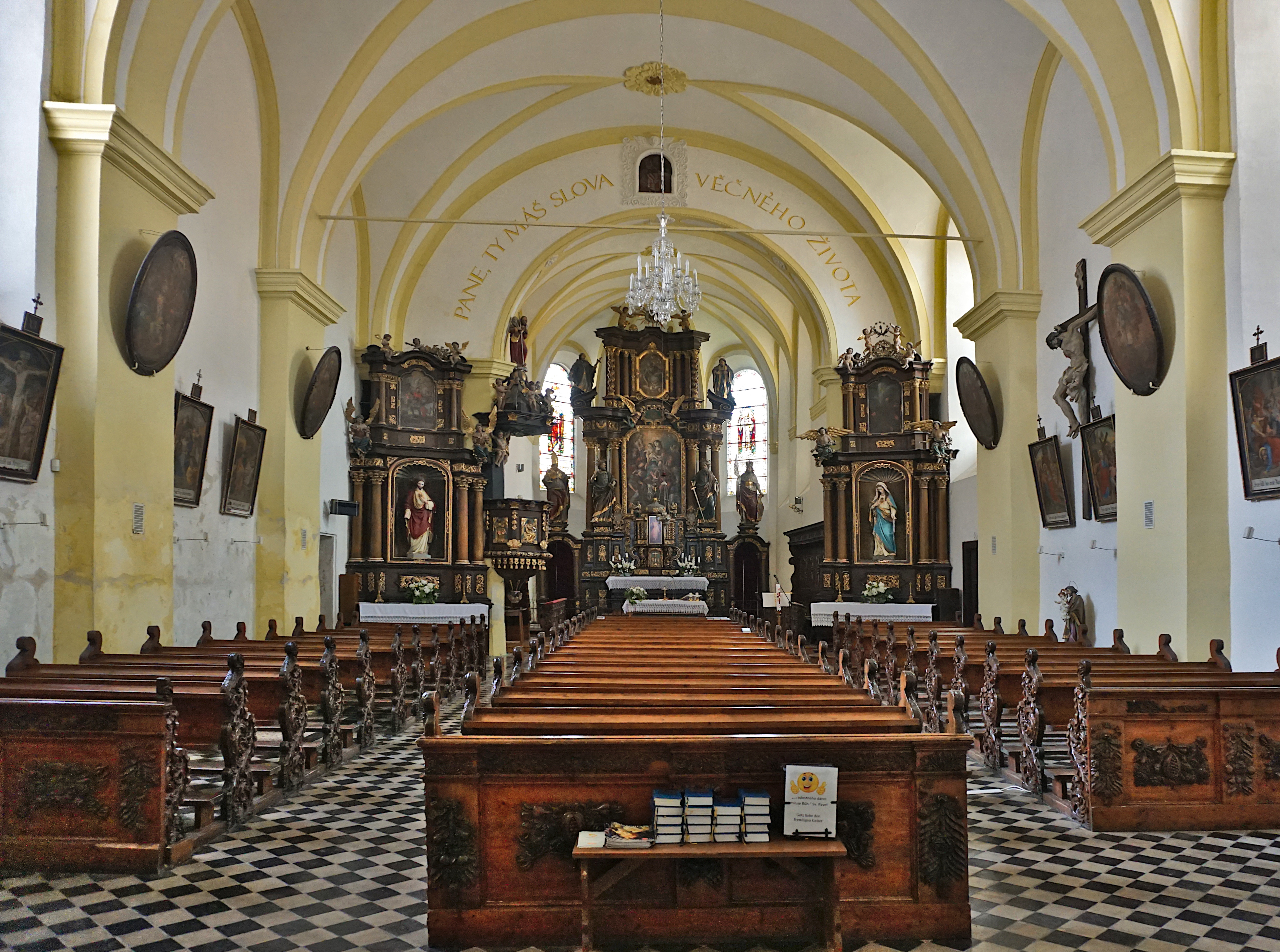
Interiér kostela

Na obdélníkovou loď kostela navazuje snížené a zúžené kněžiště s výraznou věží na severní straně s iluzivním renesančním kvádrováním. Západní průčelí je zdobeno barokním volutovým štítem s polosloupy kolem výklenků, kde dříve pravděpodobně stály sochy obou patronů kostela – sv. Petra a sv. Pavla. Celá stavba je v pravidelných rozestupech podepírána původními gotickými opěrnými pilíři. Západní část kostela je rozdělena do tří místností. V jižní místnosti je komora, v severní místnosti schodiště na kruchtu a prostřední místnost slouží jako předsíň pro vstup do kostelní lodi. Vzhled interiéru je z velké části určen barokní přestavbou v 18. století.